# 浑蒲灌区
浑蒲灌区，是辽宁省沈阳市西南部的一个灌区。位于浑河与蒲河之间。面积1000余平方千米。包括于洪区、新民市、辽中县的19个乡镇、2个国有农场。业主单位为隶属于沈阳市水利局的沈阳市浑蒲灌区管理处负责管理总干渠和3条分干渠，以及铁西新区的9万亩农田灌溉；隶属于铁西新区水利局的辽中县浑蒲灌区管理处负责辽中县境内3条分干渠和17.5万亩农田灌溉；隶属于新民市水利局的新民市浑蒲灌区管理处负责2条分干渠和15.1万亩农田灌溉。

## 概况
浑蒲灌区总干渠由始建于1958年的“沈盘新河”改建而成，起自浑河谟家堡进水闸（沈阳绕城高速与浑河南部交叉），高程38米。止于辽中县乌伯牛节制闸（乌伯牛镇的蒲河），高程12米。总长27.4km。下辖分干渠8条（108km），直属支渠18条，固定抽水站18座。5条自流排干渠，排水站57座，控制面积710平方千米。耕地面积86.5万亩，设计灌溉耕地46.8万亩，实灌44万亩。主要灌溉水源为大伙房水库经浑河河道供水2亿立方米。
1964年规划，1970年基本建成。